# Skylink
Skylink – platforma telewizji satelitarnej funkcjonująca w Czechach i na Słowacji. W 2009 roku przeszła w ręce luksemburskiego przedsiębiorstwa M7 Group.
Z usługi Skylink korzysta ponad 1,5 mln klientów.